# 1588
Cette page concerne l'année 1588  du calendrier grégorien.
Ne doit pas être confondu avec IEEE 1588.
L'année 1588 est une année bissextile qui commence un vendredi.

## Événements
- 3 janvier : le Britannique Thomas Cavendish arrive à Guam après avoir traversé l’océan Pacifique en quarante-cinq jours[1]. Il s'arrête aux Philippines, traverse l’archipel indonésien, passe le cap de Bonne-Espérance, fait escale à Sainte-Hélène, avant rentrer à Plymouth le 9 septembre[2].
- 4 mars : Hérat est prise aux Séfévides par les Ouzbeks du Chaybanide Abdullah Khan après dix mois de siège[3].
- 27 mars, Empire songhaï : Mohammed es Sadeq, le balama de Tombouctou révolté contre son frère Mohammed Bano, marche de Kabara vers Gao. À la mort de Mohammed Bano, ses partisans proclament askia son frère Ishak II[4].
- 15 avril, Gao[4] : Ishak II met en déroute les troupes de son frère Sadiki (Sadeq), et parvient à rétablir son autorité (fin en 1592)[5].
- 18 avril : début du siège de Mashhad par les Ouzbeks. La ville est prise le 30 septembre 1589[6].
- 10 mai, Japon : tous les daimyos prêtent serment d’allégeance à l’empereur[7].
- 29 août, Japon : Hideyoshi Toyotomi annonce sa fameuse « chasse aux sabres » (katana-gari)[8]. Il mène à bonne fin son œuvre d’unification du pays, désarmant la paysannerie, procédant à l’arpentage des terres, encourageant l’industrie et le commerce.
- Les Hollandais prennent l'Île de Gorée au Portugal (fin en 1677)[9].

### Europe
- 22 janvier : bulle Immensa œterni Dei bonitas[10]. Sixte Quint organise les congrégations romaines. Il confirme le rôle de celle qui existent et en crée 15 autres. Ces assemblées de cardinaux s’occupent du gouvernement de l’Église, mais certaines d’entre elles sont chargées plus particulièrement du gouvernement pontifical comme la congrégation de l’Annone qui veille au ravitaillement de Rome, celle des Rues et des Ponts, de la Flotte, de la Monnaie. La congrégation de la Sacra Consulta est renforcée pour les problèmes de politique extérieure. Celles de l’Inquisition (1542), de l’Index (1571), des Rites (1588) deviennent les instruments de la Contre-Réforme.
- Janvier : le troisième statut de la Lituanie entre en vigueur[11].
- 4 avril : Christian IV succède à Frédéric II comme roi de Danemark et de Norvège (fin en 1648). Un conseil de régence gouverne au Danemark jusqu’en 1596[12].
- 12 mai : première journée des barricades[13].

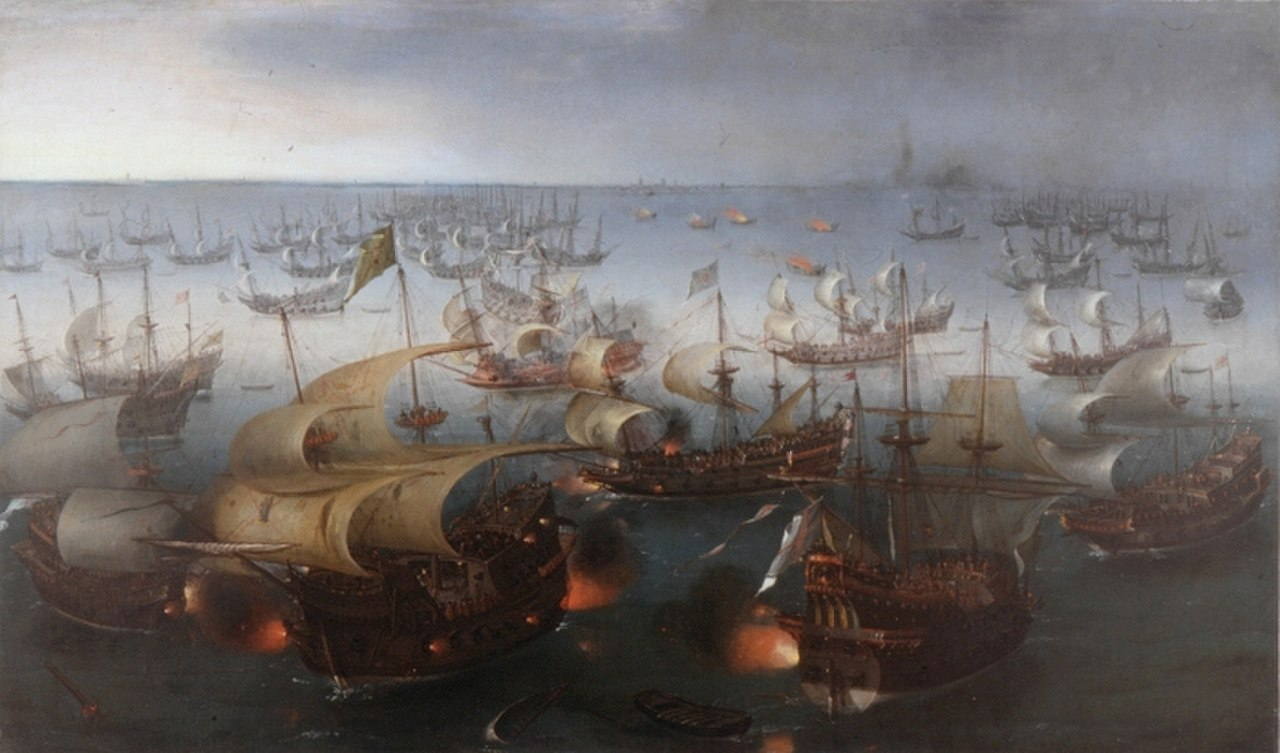
8 août : défaite de l'Invincible Armada à Gravelines, Hendrick Cornelisz, [1601]

- 9 mai (29 avril du calendrier julien) : l'Invincible Armada, envoyée par l'Espagne contre l'Angleterre, reçoit l'ordre de quitter le port de Lisbonne. La flotte est détruite au large de Gravelines en Flandre par la flotte anglaise les 8 et 9 août (29-30 juillet du calendrier julien)[14].
  - Philippe II d'Espagne envoie son « Invincible Armada » pour débarquer l’armée de 19 000 hommes d'Alexandre Farnèse (Pays-Bas), en Angleterre afin de punir la reine Élisabeth Ire d'Angleterre de l’exécution de Marie Stuart sa cousine et de rétablir le catholicisme. La flotte quitte Lisbonne le 18 juin. La mort de son commandant, le marquis de Santa Cruz (9 février) la laisse aux mains de l’incompétent duc de Medina Sidonia (départ de La Corogne, le 12 juillet). Elle entre en Manche le 28 juillet et jette l’ancre au large de Dunkerque et de Calais. Tempêtes, harcèlement des marins anglais (Drake, Hawkins, Frobisher, Raleigh) qui refusent l’affrontement direct, en dirigeant sur l’Armada des navires enflammés, retard des renforts d’Alexandre Farnèse, font échouer l’expédition qui ne peut débarquer (30 juillet-7 août). Un fort coup de vent du Sud la force à lever l’ancre le 10 août et à entamer la circumnavigation des Îles Britanniques. La flotte a perdu 11 000 hommes et soixante-trois vaisseaux sur cent trente retourneront à Lisbonne (15 septembre). L’Espagne perd sa suprématie maritime[15].
- 1er octobre : Charles-Emmanuel Ier de Savoie prend le marquisat de Saluces à la France[16].
- 23 décembre : assassinat du duc de Guise[13].
- Robert Devereux, 2e comte d'Essex, succède comme favori de la reine Élisabeth Ire d'Angleterre à son beau-père Robert Dudley[17].
- En Russie, Fédor Ier laisse le pouvoir à son beau-frère Boris Godounov[18].
- Grippe à Venise. L’épidémie atteint sans la détruire toute la population, puis gagne Milan, la France, la Catalogne puis l’Amérique[19].
- Espagne : l’Accord du libre arbitre avec le don de la grâce, la prescience divine, la providence, la prédestination et la réprobation, du jésuite Luis Molina, déclenche de violente réaction des dominicains et une longue controverse sur la grâce[20].
- Italie : début de la construction du Teatro all'Antica de Sabbioneta, en Lombardie. Le théâtre, construit par le célèbre architecte Vincenzo Scamozzi pour le duc Vespasien Gonzague, est achevé en 1590. C'est le deuxième plus ancien théâtre en salle dans le monde, après le teatro Olimpico de Vicence. C'est, avec ce dernier et le théâtre Farnèse à Parme, l'un des trois théâtres de la Renaissance encore existant[21].

## Naissances en 1588
- 5 avril : Thomas Hobbes, philosophe anglais († 4 décembre 1679).
- 13 mai : Ole Worm (ou Olaus Wormius), médecin et collectionneur danois († 31 août 1654).
- Date précise inconnue :
  - Giuseppe Badaracco, peintre baroque italien († 1657).
  - Hendrick ter Brugghen, peintre néerlandais († 1er novembre 1629).
  - Antoine Le Nain, peintre français († 25 mars 1648).
  - Rodrigo de Villandrando, peintre de cour espagnol († décembre 1623).
  - Zacharias Janssen, opticien, fabricant de lentilles hollandais[22]. († vers 1631).

## Décès en 1588
- 5 janvier : Qi Jiguang, général chinois (° 12 novembre 1528).
- 11 janvier :  Guillaume-Robert de La Marck, prince souverain de Sedan (° 1er janvier 1563).
- 9 février: Álvaro de Bazán, amiral et général espagnol (° 12 décembre 1526).
- 1er mars : Jacques Daléchamps, médecin, botaniste, philologue et naturaliste français (° 1513).
- 5 mars : Henri Ier de Bourbon-Condé, prince protecteur des protestants pendant les guerres de religion  (° 29 décembre 1552).
- 9 mars : Pomponio Amalteo, peintre italien de l'école vénitienne (° 1505).
- 10 mars : Theodor Zwinger l'ancien, savant suisse (° 2 août 1533).
- 11 mars : Jean Guyot de Châtelet, compositeur et poète liégeois (° 1512)[23].
- 17 mars :
  - Juan Bautista Antonelli, ingénieur militaire italien (° 1527)[24].
  - Petrus Dathenus, prédicant qui a joué un rôle majeur dans la Réforme protestante des anciens Pays-Bas (° 1531).
- 29 mars : Christian Wurstisen, mathématicien, théologien et historien de Bâle (° 23 décembre 1544).
- 4 avril : Frédéric II de Danemark, roi de Danemark et de Norvège (° 1er juillet 1534).
- 19 avril :
  - Paul Véronèse (Paolo Caliari), peintre vénitien (° 1528).
  - Gabriel Dupréau, théologien et philologue français (° 1511)[25].
- 20 avril :  Sonam Gyatso, 3e dalaï-lama (° 28 février 1543).
- 11 mai : Anne de Marquets, poétesse française (° 1533).
- 15 mai : Duarte de Meneses, militaire portugais et gouverneur de l'Inde portugaise (° 6 décembre 1537).
- 7 juin : Philippe II de Bade, margrave de Baden-Baden (° 19 février 1559).
- 10 juin : Valentin Weigel philosophe allemand, fondateur de la secte mystique des weigeliens (° 1533).
- 12 juin : Juan Bautista Vázquez le Vieux, sculpteur espagnol (° 1510).
- 13 juin : Anne d'Orange-Nassau, fille de Guillaume d’Orange dit Le Taciturne et de Anne de Saxe (° 5 novembre 1563).
- 20 juin : Kumabe Chikanaga, samouraï au service du clan Kikuchi, seigneur du château de Higo-Nagano (° 1516).
- 23 juin : Innocent Gentillet, avocat et jurisconsulte français (° 1535).
- 7 juillet : Sassa Narimasa, samouraï des époques Sengoku et Azumi Momoyama (° 6 février 1536).
- 10 juillet : Edwin Sandys, ecclésiastique anglican (° 1519).
- 17 juillet : Sinan, architecte ottoman (° 15 avril 1489).
- 6 août : Josias Ier de Waldeck-Eisenberg, comte de Waldeck-Eisenberg (° 18 mars 1554).
- 8 août : Alonso Sánchez Coello, peintre espagnol (° 1531).
- 12 août : Alfonso Ferrabosco l'ancien, compositeur italien (° 18 janvier 1543).
- 31 août : Julienne de Nassau-Dillenbourg, sœur cadette du prince Guillaume Ier d'Orange-Nassau (° 10 août 1546).
- 3 septembre :
  - Filippo Sassetti, marchand et érudit italien (° 26 septembre 1540).
  - Richard Tarlton, acteur anglais de l'ère élisabéthaine (° 1530).
- 4 septembre : Robert Dudley, 1er comte de Leicester (° 24 juin 1532).
- 25 septembre : Tilemann Hesshus, théologien luthérien allemand (° 3 novembre 1527).
- ? septembre : Laurent de Maugiron, comte de Mauléans, dignitaire de la province du Dauphiné (° 1528).
- 2 octobre : Bernardino Telesio, philosophe italien (° 7 novembre 1509).
- 1er novembre : Jean Dorat, humaniste français (° 3 avril 1508).
- 30 novembre : Juan de Ancheta, sculpteur espagnol (° 1540).
- 23 décembre : Henri Ier de Guise, duc de Guise (° 31 décembre 1549).
- 25 décembre : Pierre de Versoris, avocat au Parlement de Paris, chef du conseil d'affaires de la maison de Guise et garde de leurs sceaux, député du Tiers état aux États généraux de 1576-1577 (° 10 février 1528).
- 31 décembre : Louis de Grenade, dominicain, écrivain et prédicateur catholique espagnol (° 1504).
- Décembre : Julien Le Paulmier, médecin français (° 1520).
- Date précise inconnue :
  - Louis Bellaud, poète provençal (° 1543).
  - Raffaello Borghini, dramaturge, poète et critique d'art italien (° 1537).
  - Francisco de Figueroa, poète du Siècle d'or espagnol (° 1530).
  - Auger Ferrier, médecin et astrologue français (° 1513).
  - Juan Huarte, médecin et philosophe espagnol (° 1529).
  - Jacques Le Moyne de Morgues, cartographe et illustrateur français (° 1533).
  - Muhtasham Kashani (en), poète persan (° 1500).
  - Thomas Penny, médecin et un naturaliste britannique (° vers 1532).
  - Shō Ei, souverain du royaume de Ryūkyū (° 1559).
  - Jacopo Strada, peintre, architecte, orfèvre, inventeur de machines, numismate, linguiste, collectionneur et marchand d'art italien (° 1507).
  - Francesco Traballesi, peintre et un architecte italien (° 1541).
  - Eustache Vignon, éditeur et imprimeur français (° 1530).
  - Valentin Weigel, penseur mystique allemand (° 1533).